# Aalemannkanalbrücke
Die Aalemannkanalbrücke  ist eine Fuß- und Radwegbrücke über den Aalemannkanal im Ortsteil Hakenfelde des Berliner Bezirks Spandau. Die barrierefreie Schrägseilbrücke wurde 2010 im Zuge des Radfernwegs Berlin–Kopenhagen als letzter Wegeteil des Berliner Abschnitts fertiggestellt.

## Lage, Funktion und Fundamentierung
Die Brücke überspannt den Aalemannkanal – einen rund 700 m langen Stichkanal – kurz vor dessen Mündung in die Havel. Sie ist Teil des Radfernwegs Berlin–Kopenhagen, der hier wiederum Teil des Havelradwegs ist, ferner Teil der Königin-Luisen-Route und des Havelseenwegs, dem Wanderweg 12 der 20 grünen Hauptwege® Berlins. Sie verkürzt die Wege um rund einen Kilometer, da der Kanal vor dem Brückenbau umgangen beziehungsweise umradelt werden musste. Nach Norden schließen sich der Oberhavelsteg über dem Teufelsseekanal und die Bürgerablage an, nach Süden der Maselakekanal, der Maselakepark und der Nordhafen Spandau. Zudem kann auf der Nordseite des Kanals mit einer Autofähre über die Havel nach Tegelort übergesetzt werden.
→ Zur weiteren Einbindung der Wege in das Berliner Wegenetz siehe das entsprechende Kapitel bei Nordhafen Spandau.
Das Brückengelände und der Ostteil des Kanals liegen in den Rustwiesen, einem aufgeschütteten, ehemaligen Sumpfgebiet an der Havel, rund 800 m südöstlich des ehemaligen Teufelssees und heutigen Naturschutzgebiets Teufelsbruch und Nebenmoore im Spandauer Forst. Da die eingelagerten Torfschichten des sogenannten „Rusts“ nur geringe Tragfähigkeiten und hohe Setzungen aufweisen, mussten sämtliche Brückenkörper tief gegründet werden. „Hier kamen Stabverpresspfähle von 4 bis 6 cm Durchmesser mit bis zu 20° Neigung zum Einsatz. Die Herstellung der Unterbauten aus Stahlbeton erfolgte in bauzeitlich geschlossenen Spundwandkästen mit Unterwasserbetonsohlen.“

## Konstruktion und Daten

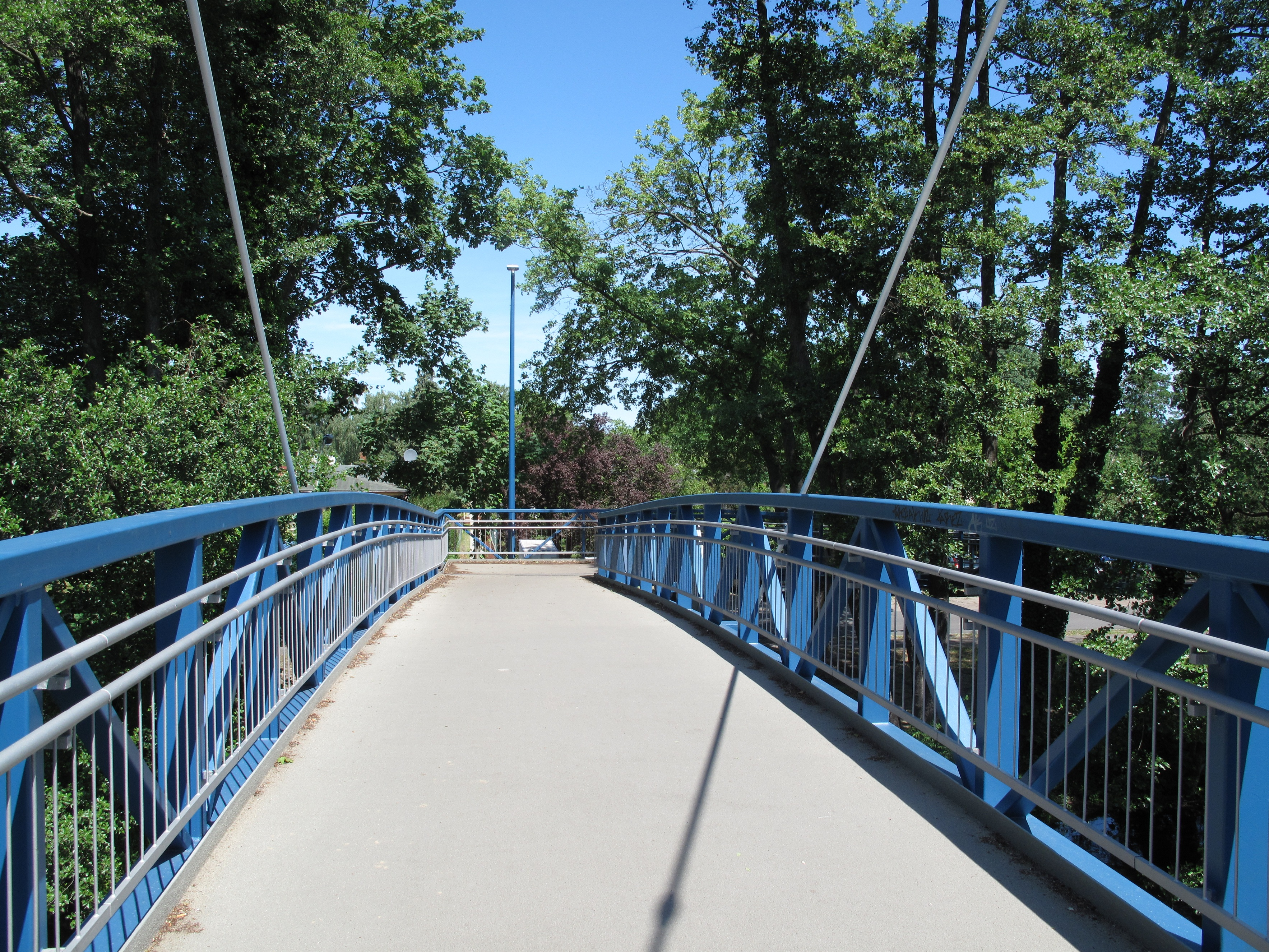
Abfahrt zur abknickenden Nordrampe

Die Brücke gliedert sich in drei Teile: Schrägseilbrücke, Nordrampe und Südrampe. Die gesamte Bauwerkslänge beträgt 157 Meter.
Die zentrale Brücke über dem Kanal ist über vier konfektionierte Stahlvollstäbe mittels vorgespannten Zugstäben an einem 24,00 m hohen A-Pylon angehängt, der auf dem Südufer steht. Sie ist als 3 m breiter Stahltrog in Fachwerkbauweise ausgeführt und hat eine Länge von 67,59 m. Die Spannweiten zwischen den Widerlagern und dem Pylon betragen 24 m und 42 m. Die Brückenlager sind kombinierte Druck-Zug-Lager. Die als Erddamm aufgeschüttete Südrampe läuft gradlinig auf die Brücke zu und erreicht eine Länge von 28,50 m. Die Nordrampe verläuft annähernd rechtwinklig zur Brückenachse und parallel zum Kanalufer. Sie ist in ihrem ersten, 46,64 m langen Teil gleichfalls als Stahltrog ausgebildet und aufgeständert. Der zweite Abschnitt der Rampe Nord besteht aus einer 11,55 m langen Stahlbetonkonstruktion. An Stahl wurden insgesamt 89 t verwendet. Da die Aalemannkanalbrücke als nicht schwingungsempfindlich eingestuft ist, wurden dynamische Untersuchungen und Nachweise zur Systemstabilität durchgeführt.
Zusammenfassender Überblick:
- Breite der Brücke: 3,00 m

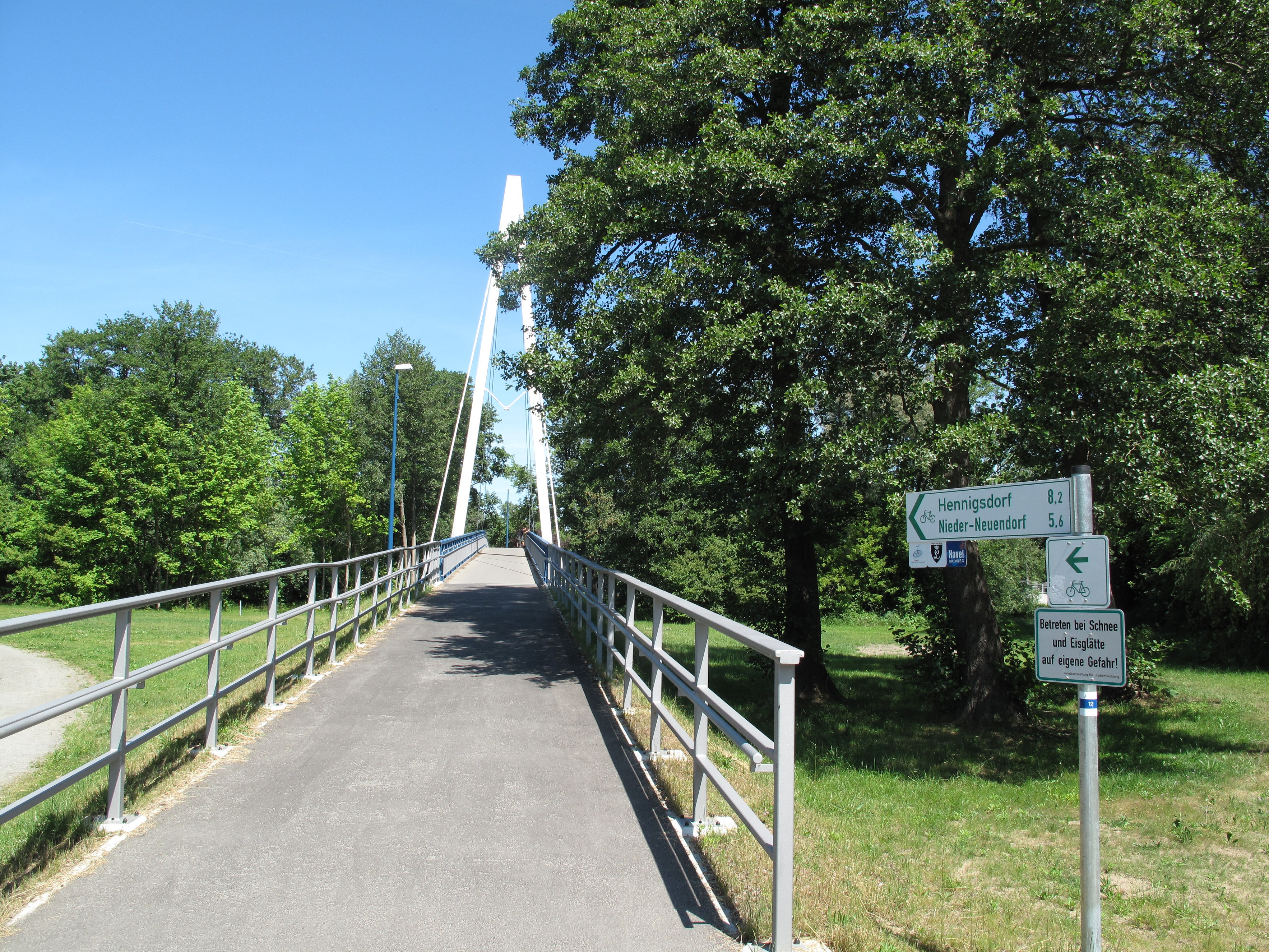
Auffahrt der geschütteten Südrampe

- Länge der Schrägseilbrücke: 67,59 m
- Länge der geschütteten Südrampe: 28,50 m
- Länge der aufgeständerten Nordrampe: 46,64 m
- Länge der Stahlbeton-Nordrampe: 11,55 m
- Höhe des tragenden A-Pylons: 24 m

Bauherr war die Berliner Senatsverwaltung für Stadtentwicklung, die Bauausführung lag bei den Firmen ARGE – TrappInfra Berlin GmbH und Heckmann GmbH, die Prüfung bei der Klähne Ingenieure GmbH. Die Planung besorgte die König und Heunisch Planungsgesellschaft, die für den Entwurf der Brücke 2011 von der Senatorin für Stadtentwicklung die Auszeichnung „FahrradStadt Berlin“ erhielt.

## Bau und Kosten
Die Bauzeit für die Brücke betrug ungefähr 14 Monate. Die beiden Rampenteile kamen per Lkw auf die Baustelle, ein Mobilkran setzte sie zwischen Baumreihen auf die Unterbauten ab. Der Pylon und die beiden Brückenbauteile wurden per Schiff auf der Havel transportiert und von einem 500 t Kran montiert. Während der vier Montagetage war der Aalemannkanal für den Schiffsverkehr gesperrt. Am 8. Juli 2010 gab die Senatorin für Stadtentwicklung und Bürgermeisterin Ingeborg Junge-Reyer das Bauwerk in einer Feierstunde für den Verkehr frei.
Die veranschlagten Kosten für die Kanalbrücke lagen bei 1,797 Millionen Euro, eine Endabrechnung steht noch aus (Stand: 2011). Die Mittel werden durch den öffentlichen Haushalt bereitgestellt. Dabei wird der Hauptanteil in Höhe von 90 % aus GA-Mitteln (Gemeinschaftsaufgabe Verbesserung der regionalen Wirtschaftsstruktur) finanziert, während der kommunale Eigenanteil 10 % beträgt.